# Zoo Tycoon 2: Afrikaans Avontuur
Zoo Tycoon 2: Afrikaans Avontuur (Engels: Zoo Tycoon 2: African Adventure) is het tweede uitbreidingspakket van het bedrijfssimulatiespel Zoo Tycoon 2. Zoals de naam al duidelijk maakt, gaat het over Afrikaanse diersoorten. Het spel is gemaakt door Blue Fang Games, ze startten hiermee in het begin van 2005 en het spel kwam uiteindelijk uit in mei 2006.

## Gameplay
Bij dit uitbreidingspakket zitten 20 nieuwe diersoorten, zoals het stokstaartje en het dwergnijlpaard. Het is mogelijk om verschillende diersoorten met elkaar te laten paren (zoals de masaigiraffe en de netgiraffe). Vanzelfsprekend zijn er nieuwe locaties beschikbaar, die gebaseerd zijn op Afrikaanse plaatsen, zoals de Sahara, de Kilimanjaro, de Drakensbergen en de Serengeti. Een nieuw Jeepmodel, de Jeep Liberty is aanwezig in dit pakket. Er zitten ook enkele Jeeps bij uit Bedreigde Diersoorten. Afrikaans Avontuur is het eerste uitbreidingspakket waarin dieren kunnen jagen op hagedissen en die vervolgens op kunnen eten.

### Lijst van dieren
| Dier                       | Biotoop            | Beschikbaar vanaf | Beschermingsstatus |
| -------------------------- | ------------------ | ----------------- | ------------------ |
| Aardvarken                 | Kreupelhout        | 2,5 sterren       | Enigszins bedreigd |
| Afrikaanse sporenschildpad | Woestijn           | 1 ster            | Kwetsbaar          |
| Magot                      | Gematigd woud      | 2,5 sterren       | Kwetsbaar          |
| Bongo                      | Tropisch regenwoud | 0,5 ster          | Enigszins bedreigd |
| Caracal                    | Kreupelhout        | 4,5 sterren       | Enigszins bedreigd |
| Dwergnijlpaard             | Tropisch regenwoud | 4 sterren         | Ernstig bedreigd   |
| Ethiopische wolf           | Berggebied         | 5 sterren         | Ernstig bedreigd   |
| Geladabaviaan              | Berggebied         | 3,5 sterren       | Enigszins bedreigd |
| Gerenoek                   | Kreupelhout        | 2 sterren         | Enigszins bedreigd |
| Gestreepte hyena           | Woestijn           | 4 sterren         | Enigszins bedreigd |
| Gnoe                       | Savanne            | 1,5 sterren       | Enigszins bedreigd |
| Honingdas                  | Weide              | 2 sterren         | Enigszins bedreigd |
| Afrikaanse buffel          | Moeras             | 0,5 ster          | Enigszins bedreigd |
| Mandril                    | Tropisch regenwoud | 4,5 sterren       | Kwetsbaar          |
| Masaigiraffe               | Savanne            | 1 ster            | Enigszins bedreigd |
| Nijlvaraan                 | Moeras             | 1,5 sterren       | Enigszins bedreigd |
| Secretarisvogel            | Weide              | 3 sterren         | Enigszins bedreigd |
| Stokstaartje               | Kreupelhout        | 3,5 sterren       | Enigszins bedreigd |
| Witte neushoorn            | Kreupelhout        | 2,5 sterren       | Enigszins bedreigd |
| Knobbelzwijn               | Savanne            | 3 sterren         | Enigszins bedreigd |